# Nipisat
Nipisat är en ö i Grönland (Kungariket Danmark). Den ligger i kommunen  Qeqqata, i den sydvästra delen av Grönland, 300 km norr om huvudstaden Nuuk. Arean är 1,0 kvadratkilometer.
Nipisat utsågs till världsarv av Unesco år 2018 under namnet Aasivissuit – Nipisat.
Terrängen på Nipisat är mycket platt. Den sträcker sig 1,3 kilometer i nord-sydlig riktning, och 2,0 kilometer i öst-västlig riktning.